# Lingewaard

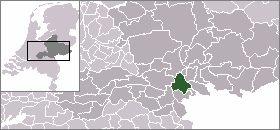
Lingewaards läge

Lingewaard är en kommun i provinsen Gelderland i Nederländerna. Kommunens totala area är 69,18 km² (där 6,46 km² är vatten) och invånarantalet är på 43 184 invånare (2005).